# Солидол
Солидо́л (от лат. solidus — плотный и oleum — масло), устаревшие обозначения «тавот», «мадия», «маслёночная мазь» — пластичная смазка (консистентная мазь), получаемая загущением индустриальных масел средней вязкости кальциевыми мылами высших жирных кислот. 
На начало XX столетия, в России, применялось название сало «Тавота». Рабочая температура до 90 °C. По сравнению с литиевыми смазками (литолами), труднее вымывается водой, поэтому используется преимущественно в машинах и механизмах, работающих в условиях сырости, но не испытывающих нагрева (рессорные пальцы, шкворни, шарниры рулевых тяг), а также в качестве консервационной. Производство солидолов неуклонно снижалось начиная с 1960-х годов. Если в начале 1970-х годов на солидолы приходилось более 75 % выпуска смазки в Союзе ССР, то в 1983 году на долю синтетического солидола приходилось 45,6 %, а жирового — 6,2 % (общая доля — 51,8 %).

## Классификация
Солидолы делят на:
- Жировые[6] — для загущения используются гидратированные кальциевые мыла, полученные омылением гашёной известью жирных кислот и их глицеридов, входящих в состав растительных масел.
- Синтетические[7] — используются гидратированные кальциевые мыла синтетических жирных кислот, полученных путём каталитического окисления высокомолекулярных углеводородов (парафинов и т. п.) кислородом воздуха.

Оба сорта смазки готовятся из минерального (нефтяного) масла, названия отражают способ получения использованного при этом мыльного загустителя.
Жировые солидолы считались более качественными, в частности — были менее склонны к упрочнению при хранении и к тиксотропному упрочнению при «отдыхе» после нагнетания в узел под давлением. Внешне они неотличимы и смешиваются без негативных последствий.
По консистенции различают также обычные и пресс-солидолы. Последние применяются для смазки механизмов через пресс-маслёнки (шприцевания), они мягче по консистенции, но имеют более низкий верхний температурный порог — разлагаются уже при 80 °C (а терять свои смазочные свойства начинают еще при 45…50 °C).
Также к солидолам относят графитную смазку УСс-А, имеющую серебристый оттенок. В её состав входит до 15 % молотого графита-П (грубого помола), что придаёт ей повышенные противозадирные свойства и токопроводность.

## Свойства
Внешне солидолы представляют собой мягкие маслянистые мази с гладкой текстурой, однородные без комков, от светло- до тёмно-коричневого цвета.
Главное эксплуатационное преимущество солидолов, как и всех смазок на гидрофобном кальциевом загустителе — высокая водостойкость и низкая вымываемость водой. При контакте с водой солидол покрывается сизо-белым налётом — продуктами её взаимодействия с соединениями кальция, но сохраняет свои смазочные свойства и консистенцию. Также солидолы имеют сравнительно неплохие противоизносные и противозадирные свойства. При этом они обладают очень плохими низкотемпературными (застывают уже при −20…25 °С, хотя в достаточно мощных механизмах допускалось их применение и при более низких температурах) и высокотемпературными свойствами (температура каплепадения не более 80 °С, максимальная рабочая температура для более густых сортов — 65…70 °С). Последнее обусловлено тем, что при изготовлении солидолов используются гидратированные мыла, которые содержат 2,5…3 % воды, служащей стабилизатором структуры смазки — при нагреве вода теряется, и при концентрации воды менее 0,5 % солидолы распадаются. Кроме того, для солидолов характерна низкая механическая стабильность: в процессе нагнетания такой смазки в смазываемый узел она временно теряет свою консистенцию и некоторое время после этого продолжает течь, вследствие чего плохо удерживается в негерметичных шарнирах, а после «отдыха», напротив, становится излишне густой из-за тиксотропного упрочнения.

## Изготовление
Солидол синтетический вырабатывался на базе масел кислотно-контактной и селективной очистки, причём доля последних в смеси по нормативам не превышала 30 %. В качестве сырья для приготовления загустителя используются кубовые остатки от перегонки синтетических жирных кислот (9 % — 12 %), которые омылялись известью.
Солидол жировой загущается кальциевыми мылами жирных кислот, содержащихся в естественных жирах (как правило, хлопкового масла).
Для приготовления солидола в варочном котле готовится суспензия известкового молока в небольшом количестве готового солидола при температуре около 100 °С. Затем температура снижается до 65 °С и производится отстаивание смеси, выделившаяся при этом вода спускается, а взамен неё в котёл загружается небольшое (около 15 % от нормы) количество минерального масла и всё положенное по норме количество жирных кислот. Следующим этапом является омыление кислот и частичное обезвоживание полученного мыла путём нагрева смеси до 105 °С в течение 2…6 часов. В смесь добавляется остальное масло, что снижает её температуру до 70…75 °С. После перемешивания и охлаждения готовый солидол разливается в тару. На современно оборудованных предприятиях варка солидолов осуществлялась под давлением в герметически закрытых автоклавах с механическими смесительными устройствами, что ускоряло процесс приготовления смазки и увеличивало производительность, а для его охлаждения применялись холодильные барабаны.

## История
На начало XX столетия, в России, применялось название сало «Тавота». Впервые смазочный материал под обозначением «солидол» был выпущен Нефтесиндикатом в конце 1920-х годов. В те годы выпускались пластичные смазки (по оригинальной терминологии — «мази») марок «Солидол Л», «Солидол М» и «Солидол Т», а также готовящаяся на основе солидола графитовая мазь. Солидолы М и Л использовались для смазывания сочленений рулевых тяг и шкворней, графитная мазь — для рессор. Также при отсутствии трансмиссионного масла (нигрола) для агрегатов трансмиссии использовалась густая смесь автола и различных сортов солидола.
В таком же ассортименте солидолы вырабатывались и в годы Великой Отечественной войны.
По ГОСТ 1033-51 выпускались жировые солидолы (смазки универсальные среднеплавкие УС) трёх марок: УС-1 (пресс-солидол); УС-2 (Л) и УС-3 (Т), отличавшиеся друг от друга консистенцией, температурой каплепадения и содержанием мыла. Пресс-солидол УС-1 служил для смазывания при помощи солидолонагнетателя («шприцевания») и имел наиболее мягкую консистенцию. Солидол УС-2 (Л) использовался для узлов, в которые смазка подавалась колпачковыми маслёнками (штауферами) или закладывалась вручную, а летом — и для шприцевания. Солидол УС-3 (Т) использовался в таких узлах, как подшипники водяного насоса.
Также по ГОСТ 4366-50 выпускались солидолы синтетические (смазки универсальные среднеплавкие синтетические УСс) трёх марок: УСс−1, УСс−2 и УСс−3. Первая из этих смазок заменяла пресс-солидол в качестве материала для смазывания узлов шасси; смазка УСс−2 служила для применения при рабочих температурах выше 60 °С (но не выше 75 °С) в мало- и средненагруженных узлах, а УСс−3 — в средне- и тяжелонагруженных узлах. Синтетические солидолы имели более низкие качества по сравнению с жировыми, в частности — были более склонны к излишнему упрочнению при хранении, что затрудняло их использование, но при этом имели лучшую коллоидную стабильность, то есть выделяли меньше масла при хранении.
Допускалось применение жировых и синтетических солидолов для смазывания малонагруженных подшипников качения (например, подшипников водяного насоса), но их использование в более нагруженных подшипниках, вроде ступичных, было невозможно из-за недостаточных высокотемпературных свойств данных смазок — в таких узлах использовались кальциево-натриевые смазки, например смазка 1-13 (УТВ) по ГОСТ 1631-52, а также натриевые смазки класса консталинов — жировые и синтетические (универсальные тугоплавкие смазки УТ и УТС).
Кроме жировых и синтетических солидолов, по ТУ 105-43 выпускались также солидолы эмульсионные Л и Т, изготавливавшиеся путём эмульгирования минеральных масел известковым молоком с добавлением стабилизатора — канифолевого мыла. Эти смазки представляли собой эмульсию воды в масле и использовались в качестве смазывающе-охлаждающих жидкостей в промышленности.
Наконец, по ГОСТ 3333-46 на основе солидолов выпускалась графитная кальциевая смазка УСА (УСсА), применявшаяся для смазывания рессор.
Также мелкими промышленными предприятиями и кустарным способом вырабатывались для использования в сельской местности низкокачественные солидолы под обозначением «смазка колёсная» и «мазь колёсная», использование которых допускалось только в самых грубых и неприхотливых узлах, вроде осей телег, петель ручных ворот, и т. п. Такие продукты изготовлялись из дешёвых остаточных фракций нефтеперегонки (полугудрона или мазута), а в качестве загустителя в них использовалась уваренная сосновая смола с канифолью, которая омылялась гашёной известью.
По ГОСТ 1033-79 номенклатура солидолов была сокращена: выпускались синтетические «Солидол С» и «Пресс-солидол С», а также жировые «Солидол Ж» и «Пресс-солидол Ж». Пресс-солидолы благодаря использованию менее вязкого базового масла и меньшему содержанию загустителей легче запрессовывались через пресс-маслёнки, но могли применяться лишь при рабочих температурах не выше 45…50 °C.
К 1970-м годам солидолы перестали удовлетворять потребностям автомобильной отрасли и начался процесс их вытеснения универсальными литиевыми смазками, которые благодаря своим сбалансированным свойствам (сравнительно высокая тугоплавкость при приемлемой водостойкости) вытеснили также консталины и другие тугоплавкие смазки на основе натриевого и натриево-кальциевого мыла. Тем не менее, благодаря сочетанию низкой стоимости и водостойкости солидолы до сих пор остаются актуальны в качестве смазки для малонагруженных шарниров, открытых цепных передач и тихоходных шестерёнчатых редукторов сельскохозяйственной техники, работающей в атмосферных условиях, ворот, петель и т. п. механизмов.

## Применение

### Смазывание узлов автотракторной техники
Смазки этого типа применялись для смазывания («шприцевания») шарниров передней подвески на многих отечественных автомобилях, включая «Победу» и «Волгу» ГАЗ-21. Шприцевание производилось при помощи рычажно-плунжерного шприца, нагнетавшего смазку в узлы через пресс-маслёнку (ранее называлась — «тавотница», от старого названия солидола). Смазка производилась достаточно часто (на ГАЗ-21 — раз в 1200…1800 км в зависимости от качества дороги) из-за негерметичности шарнира, а также невысокой стабильности самой смазки, которая разлагалась и загрязнялась в процессе эксплуатации. При шприцевании новая порция смазки не только смазывала шарнир, но и выдавливала из него загрязнение вместе со старой смазкой.
Достаточно широко использовались солидолы для смазки разнообразных малонагруженных плоходоступных пар скольжения — элементов замков дверей, стеклоподъёмников, разнообразных рычагов — ручного тормоза, втулок педалей, шарниров дверей, защёлок, замков багажника, салазок сидений и т. п.
Более поздние модели ГАЗ имели переработанную конструкцию подвески, имевшую уменьшенные конструктивные зазоры, повышенную герметичность шарниров, а также игольчатые подшипники шкворней и совмещённую нижнюю пресс-маслёнку, через которую смазывался как нижний подшипник шкворня, так и нижняя резьбовая втулка, что вынудило использовать жидкое масло — применение консистентной смазки в этих узлах было запрещено во избежание закоксовывания.
Благодаря высоким водоотталкивающим свойствам солидолы широко применяются в качестве консервационной смазки для длительного хранения металлических деталей и инструмента, особенно изготовленного из быстрорежущих сталей. Тавотом, в частности, смазывали в целях консервации артиллерийские снаряды.
Относящаяся к солидолам графитная смазка УСсА ранее использовалась для смазки рессор и — благодаря электропроводности — для смазывания токопроводящих элементов — антенн, клемм аккумулятора.

### Применение в лечебных целях
При псориазе применяется мазь по прописи Рыбакова, основой которой является жировой солидол.
Современные солидоловые мази от псориаза: Карталин, мазь А. А. Иванова (Антипсор), Цитопсор, Магнипсор, Акрустал, Псориатинин, Псорикон.